# 巴西利齒脂鯉
巴西利齒脂鯉，為輻鰭魚綱脂鯉目脂鯉亞目狼牙脂鯉科的其中一個種，分布於南美洲巴西帕拉瓜河流域，體長可達20.3公分，棲息在河川中底層水域，生活習性不明。